# جون ويزلي كروكت
جون ويزلي كروكت هو محامي وصحفي وسياسي أمريكي، ولد في 10 يوليو 1807 في East Tennessee ‏ في الولايات المتحدة، وتوفي في 24 نوفمبر 1852 في ممفيس في الولايات المتحدة. نشط حزبياً في حزب اليمين. وقد انتخب عضو مجلس النواب الأمريكي ‏.